# Голоднюк, Устим Владимирович
Устим Владимирович Голоднюк (род. 12 августа 1994, Збараж — 20 февраля 2014, Киев) — активист Евромайдана, боец 38 сотни самообороны Майдана. Герой Украины (2014, посмертно).

## Биография

### Образование
Был участником Евромайдана с ноября 2013 года. 30 ноября был избит[кем?] Как только раны зажили, снова поехал на Майдан. Принадлежал к 1-й, 19-й, позже 38-й сотням. 20 февраля 2014 года погиб в результате огнестрельного ранения в голову. Получил его, помогая забирать погибших возле верхнего выхода станции метро Крещатик

## Память
К 20-летию со дня рождения Устима збаражане в течение трех дней чествовали его память:
- 11 августа молодежь г. Збаража плела гирлянду Почета для Героя и собирала подписи под Обращением к Президенту Украины о присвоении Устиму Голоднюку, Назару Войтовичу и другим небесносотенцам звания Героев Украины;
- 12 августа в Успенской церкви состоялась поминальная литургия. Позже состоялся Крестный ход к могиле Героя и поминальное вече возле могилы Устима Голоднюка[5].

### Награды
- Звание Герой Украины с вручением ордена «Золотая Звезда» (21 ноября 2014, посмертно) — за гражданское мужество, патриотизм, героическое отстаивание конституционных принципов демократии, прав и свобод человека, самоотверженное служение Украинскому народу, обнаруженные во время Революции достоинства[6]. Награду получил отец Устима Владимир Голоднюк 20 февраля 2015 года из рук Петра Порошенко в годовщину событий на улице Институтской[7]. «Золотая Звезда» Устима Голоднюка хранится у его матери[8].
- Медаль «За жертвенность и любовь к Украине» (УПЦ КП, июнь 2015) (посмертно)[9]

### Почетные звания
27 марта 2014 года 24 сессия Бережанского городского совета присвоила звание «Почетный гражданин города Бережаны» посмертно.

### В названиях
Также депутаты проголосовали за то, чтобы городской сквер, который находится между улицами Армянская и Академическая, переименовать в «Сквер Устима Голоднюка» и установить там мемориал в честь Героев Майдана.
В его честь 38 сотне самообороны майдана, бойцом которой он был, присвоено имя Устима Голоднюка.

### В скульптуре
31 августа 2014 года на фасаде Обособленного подразделения Национального университета биоресурсов и природопользования Украины «Бережанский агротехнический институт» открыли памятную доску Устиму Голоднюку.
1 сентября 2014 года состоялось торжественное открытие мемориальной доски в его честь на стене Збаражской общеобразовательной школы I—III ступеней № 2 имени Ивана Франко и экспозиции, приуроченной Героям Небесной сотни в школьном музее. Памятный знак изготовлен львовскими мастерами на добровольные пожертвования студентов и преподавателей учебного заведения.
18 февраля 2015 года на могиле Устима Голоднюка открыли и освятили памятник в виде казацкого креста, поскольку любимой песней Героя была «Мой Рыцарский Крест» Александра Положинского.

### В литературе
Немало поэтов посвятили Устиму Голоднюку свои стихи и песни, которые размещены в сборниках, на сайтах и на страницах в социальных сетях.

### В спорте
В начале августа в Збараже ежегодно проходят спортивные турниры по футболу, волейболу и гиревому спорту «Героям — слава!», посвященный памяти Устима Голоднюка и Назара Войтовича. Первый турнир провели 12 августа 2014 года на 20-летие со дня рождения Устима. Второй турнир — 12 августа 2015.